# 阿奇堡
阿奇堡（義大利語：Aci Castello）是意大利西西里大区卡塔尼亞廣域市的一个市镇。总面积8平方公里，人口18196人，人口密度2274.5人/平方公里（2009年）。ISTAT代码为087002。